# Monika Šalkutė
Monika Šalkutė (* 3. Mai 1993 in Vilnius) ist eine litauische Volleyball- und Beachvolleyballspielerin.

## Karriere Halle
2008 schmetterte und baggerte die Außenangreiferin für die litauische U20-Nationalmannschaft in den Qualifikationsspielen zur Junioren-EM, im folgenden Jahr für die U18 und 2010 wiederum für die U20. Es gelang jedoch keinem dieser Teams, sich die Teilnahmeberechtigung für die Europameisterschaft zu erkämpfen. In ihrer ersten Saison stand Monika Šalkutė parallel dazu schon im Kader von SM „Tauras“-VTC und belegte 2009 mit diesem Club den dritten Platz in der ersten Liga ihres Heimatlandes. Ein Jahr später konnte sie sich Litauische Meisterin nennen und in den folgenden beiden Spielzeiten kamen noch ein zweiter und ein dritter Rang hinzu.
Anschließend wechselte die Angriffsspielerin für vier Jahre an die Syracuse University. Mit den Syracuse Orange erreichte sie als beste Ergebnisse einen vierten und einen fünften Platz in der Atlantic Coast Conference. In ihre Studienzeit fiel auch ihre erste Berufung in die Nationalmannschaft der Erwachsenen. Jedoch waren auch dort die Bemühungen der Spielerinnen sowohl bei der WM-Quali 2014 als auch bei den Qualifikationsspielen zur Europameisterschaft 2015 und 2017 wie schon bei den Juniorinnen nicht von Erfolg gekrönt. Inzwischen war Monika Šalkutė in der Schweiz aktiv, mit Volley Köniz sprang dabei ein fünfter Platz im Schweizer Pokalwettbewerb und ein siebter Rang in der Meisterschaft heraus.
Nach nur einer Spielzeit wechselte die Litauerin in die französische Liga, in der sie weitere fünf Jahre verbrachte, davon vier im Umkreis der Hauptstadt bei SF Paris Saint-Cloud. Jedoch war ausgerechnet das eine Spieljahr, in dem sie zwischenzeitlich für Pays d’Aix Venelles ans Netz ging, das Erfolgreichste ihrer Zeit in Westeuropa, da sie mit dieser Mannschaft französische Pokalsiegerin wurde. Seit 2022 ist die aus Vilnius stammende Athletin in der zweiten italienischen Liga bei Seap-Sigel Marsala aktiv.

## Karriere Beach
Da Monika Šalkutė ihren Fokus vornehmlich auf ihr Weiterkommen im Hallenvolleyball richtete, bestritt sie nur wenige Beachveranstaltungen und war dementsprechend auch im Sand weniger erfolgreich. Erwähnenswert sind ein dritter Platz bei den Meisterschaften ihres Heimatlandes im Jahr 2018 mit Ieva Kazuraitytė und eine Finalteilnahme im Juni 2022 in Tartu sowie ein Sieg in Tallinn einen Monat später mit Rugilė Grudzinskaitė bei estnischen nationalen Turnieren.